# 意大利晷航空
意大利晷航空（又稱：美麗黛安娜航空、子午線航空），是意大利的私人航空公司，總部設於奧爾比亞。

## 歷史

### 早年
意大利晷航空由阿迦汗四世於1963年3月29日成立，並於1964年正式啟航，當時名為Alisarda，成立的目的為促進薩丁尼亞島的旅遊業。
於1989年，35％的股份被發行到新股東以加固公司業務；而於1991年5月，公司名稱正式易名為Meridiana並在同年年底開辦國際航線來往巴塞羅那、巴黎、倫敦和法蘭克福等地。

### 與Eurofly合併
2010年2月底，意大利第二大航空公司Meridiana fly計畫與Eurofly合併。歐洲飛行航空專營長途包機至度假勝地，而Meridiana fly則專營國內和歐洲航線，同時營運意大利主要機場至撒丁島和西西里島的航班。
2011年10月，Meridiana fly完全收購意大利航空（Air Italy）。
2017年9月2日，卡塔爾航空收購子午線航空49%的股份。
2018年3月1日，子午線航空和原子公司意大利航空（Air Italy）整合為新的Air Italy，而為了不與國家航空義大利航空（Alitalia）混淆，中文譯名暫稱為新義大利航空；並與卡達航空開始班號共用服務，目標為成為載旗航空公司。

## 機隊

### 現時機隊
截至2017年12月，意大利晷航空的機隊具体如下：

## 共用班號合作夥伴
- 馬耳他航空
- S7航空
- 西班牙國家航空
- 卡達航空

## 外部連結
- （英文）意大利晷航空 （页面存档备份，存于）
- （英文）意大利航空 （页面存档备份，存于）